# El jugador (película de 2016)
El jugador es una película dramática argentina estrenada el 17 de noviembre de 2016 y dirigida por Dan Gueller. Está basada en la novela El jugador, escrita en 1866 por el escritor ruso Fiódor Dostoyevski.

## Sinopsis
Un ludópata retirado viaja a Mar del Plata para entregarle dinero a los nietos de su patrón, un millonario empresario de la carne. Paulina, joven y bella, reniega del mandato impuesto por su abuelo de administrar la empresa familiar, y gracias a la fascinación que ejerce sobre Alejandro, lo convence para que juegue por ella en la ruleta. Sergio, hermano de Paulina, tampoco aspira a seguir con el negocio de la familia y no duda en engañar a Alejandro para utilizar el dinero de la empresa en sus propios asuntos. Muy pronto el azar y sus desenlaces irán complicando las relaciones en esta tensa trama, en la cual todos se necesitan y se usan mutuamente. La ruina los espera como el resultado de decisiones equivocadas y otros desaciertos. El implacable azar, sin ley ni voluntad, les depara tanto la fugaz e inconstante fortuna, como la ruina.

## Reparto
- Alejandro Awada como Alejandro Reynoso.
- Pablo Rago	como Sergio Palma.
- Guadalupe Docampo como Belen.
- Lali Gonzalez como Paulina Palma.
- Esteban Bigliardi como Dani 'El Indio'.
- Oscar Alegre como Pascual Palma.
- Andrés Zurita como Hector Salgueiro.
- Walter Donado como Mario.
- Florencia Viterbo como recepcionista.
- Agustín Barovero como el médico.